# Fistularia petimba
Fistularia petimba är en fiskart som beskrevs av Lacepède, 1803. Fistularia petimba ingår i släktet Fistularia och familjen Fistulariidae. Inga underarter finns listade i Catalogue of Life.